# Różowe teczki
Różowe teczki – potoczna nazwa materiałów zgromadzonych podczas akcji „Hiacynt” w latach 1985–1987.

## Założenie i zawartość różowych teczek
W ramach akcji „Hiacynt” Milicja Obywatelska zatrzymywała osoby homoseksualne. Akcja „Hiacynt” miała na celu zebranie informacji na temat polskich homoseksualistów. Kompromitujące materiały miały służyć do szantażowania ludzi i zmuszania ich do współpracy ze Służbą Bezpieczeństwa. Osoby, którym zakładano teczki, musiały podpisać oświadczenia o treści: Niniejszym oświadczam, że ja [imię i nazwisko] jestem homoseksualistą od urodzenia. Miałem w życiu wielu partnerów, wszystkich pełnoletnich. Nie jestem zainteresowany osobami nieletnimi oraz zrelacjonować stosowane przez nich techniki seksualne. Ponadto milicjanci pobierali odciski palców od zatrzymanych. Czesław Kiszczak przyznał, że osobom o orientacji homoseksualnej zakładano teczki, ale chodziło wyłącznie o kryminalistów.
Podczas akcji założono co najmniej 11 tys. akt osobowych (według Szymona Niemca i Jacka Adlera, działaczy LGBT, założono 12 tys. teczek). Rzeczywista liczba teczek jest jednak nieznana. Prawdopodobnie zawartość części teczek uległa rozproszeniu lub została zniszczona. Zdaniem działacza LGBT Krzysztofa Tomasika, niektóre teczki zachowały się, a zawarte w nich informacje przydają się w szantażowaniu polityków i innych wysoko postawionych osób.

## Teczki po 1989 roku
W 2003 roku Kampania Przeciw Homofobii (KPH) złożyła wniosek do Instytutu Pamięci Narodowej (IPN), domagając się skatalogowania i zniszczenia teczek pochodzących z akcji „Hiacynt”. 4 sierpnia 2004 roku członkowie KPH spotkali się z ówczesnym ministrem spraw wewnętrznych i administracji Ryszardem Kaliszem. Podczas spotkania poruszono m.in. los kartotek zakładanych przez milicję. KPH domagała się zniszczenia teczek, aby uniknąć wykorzystania ich do szantażowania ofiar akcji.
We wrześniu 2007 roku działacze LGBT Szymon Niemiec i Jacek Adler zgłosili wniosek do IPN-u w sprawie likwidacji teczek. W 2007 roku rzecznik IPN Andrzej Arseniuk w rozmowie z Polityką przyznał, że katalogi nie znajdują się ani w Instytucie, ani w Ministerstwie Spraw Wewnętrznych i Administracji.
W czerwcu 2007 roku Bogdan Borusewicz w czasie debaty o pracach IPN zapytał się ówczesnego prezesa Instytutu Janusza Kurtykę o los teczek. Kurtyka poinformował, że katalogi posiada policja, podczas gdy w IPN-ie znajdują się szczątkowe materiały przekazane przez Ministerstwo Spraw Wewnętrznych. Według Borusewicza wszystkie dokumenty znajdują się w archiwum policyjnym i należą do zbioru nieczynnego.

## Nawiązania w kulturze
Temat różowych teczek pojawił się w powieści Różowe kartoteki Mikołaja Milcke. Głównym bohaterem książki jest prawicowy polityk Ksawery Downar, który w Polsce Ludowej był współpracownikiem służb specjalnych oraz miał założoną różową teczkę.